# Berliner Nordbahn
| | |                                                                                      |                                                                                      |
| Streckennummer (DB): | 6088 6030 (S-Bahn) |                                                                                      |                                                                                      |
| Kursbuchstrecke (DB): | 205, (teilweise 200.1, 200,8, 200.85, 209.12) |                                                                                      |                                                                                      |
| Kursbuchstrecke: | 108 (1934) 105 (Neustrelitz – Berlin 1934) 97b (Oranienburg – Berlin 1934) 97a, 106 (Schönholz – Berlin 1934) 97 (S-Bahn Schönholz – Berlin 1934) 121 (1946) 104 (S-Bahn Oranienburg – Berlin 1946) 103, 121m (S-Bahn Schönholz – Berlin 1946) 910 (1968) |                                                                                      |                                                                                      |
| Streckenlänge: | 222,6 km |                                                                                      |                                                                                      |
| Spurweite: | 1435 mm (Normalspur) |                                                                                      |                                                                                      |
| Streckenklasse: | D4 |                                                                                      |                                                                                      |
| Stromsystem: | Berlin–Oranienburg: 750 V = |                                                                                      |                                                                                      |
| Stromsystem: | Hohen Neuendorf–Stralsund: 15 kV, 16,7 Hz ~ |                                                                                      |                                                                                      |
| Streckengeschwindigkeit: | 120 km/h (Birkenwerder–Sachsenhausen) 160 km/h (Sachsenhausen–Neustrelitz) sonst 100 km/h |                                                                                      |                                                                                      |
| Zugbeeinflussung: | PZB 90 (6088), ZBS (6030) |                                                                                      |                                                                                      |
| Zweigleisigkeit: | Schönholz–Frohnau (S-Bahn) Hohen Neuendorf–Lehnitz (S-Bahn) Hohen Neuendorf–Neustrelitz |                                                                                      |                                                                                      |
| | |                                                                                      |                                                                                      |
| \| \| \| von Rostock \| \| \| \| \| von Tribsees \| \| \| \| \| B 105 \| \| \| \| 222,6 \| Stralsund Hbf \| Stralsund Hbf \| \| \| \| B 96 \| \| \| \| \| von und nach Sassnitz \| \| \| \| \| nach Greifswald \| \| \| \| 219,0 \| Voigdehagen \| Voigdehagen \| \| \| \| B 96 \| \| \| \| 214,7 \| Zarrendorf \| Zarrendorf \| \| \| 211,2 \| Elmenhorst \| Elmenhorst \| \| \| 208,3 \| Wittenhagen (ehem. Bf) \| Wittenhagen (ehem. Bf) \| \| \| \| B 194 \| \| \| \| \| Trebel \| \| \| \| \| von Greifswald \| \| \| \| 199,6 \| Grimmen \| Grimmen \| \| \| \| nach Tribsees \| \| \| \| \| A 20 \| \| \| \| 192,7 \| Rakow (ehem. Bf) \| Rakow (ehem. Bf) \| \| \| 189,2 \| Düvier \| Düvier \| \| \| 184,9 \| Toitz-Rustow \| Toitz-Rustow \| \| \| 184,7 \| nach Loitz \| nach Loitz \| \| \| 184,6 \| Militäranschluss \| Militäranschluss \| \| \| 181,4 \| Randow \| Randow \| \| \| \| B 194 \| \| \| \| \| zur Zuckerfabrik \| \| \| \| \| Peene \| \| \| \| \| B 110 \| \| \| \| 176,1 \| Demmin \| Demmin \| \| \| \| nach Tutow \| \| \| \| \| Tollense \| \| \| \| 172,4 \| Zachariae \| Zachariae \| \| \| 169,8 \| Utzedel \| Utzedel \| \| \| 165,2 \| Sternfeld \| Sternfeld \| \| \| \| Strehlower Bach \| \| \| \| 161,4 \| Gnevkow \| Gnevkow \| \| \| 157,4 \| Gültz \| Gültz \| \| \| 149,1 \| Altentreptow \| Altentreptow \| \| \| \| Tollense \| \| \| \| \| \| \| \| \| \| ehemalige Landesgrenze Preußen / Mecklenburg-Strelitz \| \| \| \| \| \| \| \| \| 142,3 \| Neddemin \| Neddemin \| \| \| \| Datze \| \| \| \| \| von Friedland \| \| \| \| \| von Güstrow \| \| \| \| \| von Waren (Müritz) \| \| \| \| 133,7 \| Neubrandenburg \| Neubrandenburg \| \| \| \| nach Pasewalk \| \| \| \| \| B 104 \| \| \| \| 125,4 \| Burg Stargard (Meckl) \| Burg Stargard (Meckl) \| \| \| 117,6 \| Cammin (Meckl) (ehem. Bf) \| Cammin (Meckl) (ehem. Bf) \| \| \| \| \| \| \| \| \| Warbender Mühlbach \| \| \| \| \| von Strasburg \| \| \| \| 113,4 \| Blankensee (Meckl) \| Blankensee (Meckl) \| \| \| 105,2 \| Thurow \| Thurow \| \| \| \| von Rostock \| \| \| \| \| B 96 \| \| \| \| \| \| \| \| \| 98,5 \| Neustrelitz Hbf \| Neustrelitz Hbf \| \| \| \| Neustrelitz Süd (bis 2003 PV) \| \| \| \| \| \| \| \| \| \| nach Mirow \| \| \| \| \| \| \| \| \| \| B 198 \| \| \| \| \| von Mirow \| \| \| \| 95,2 \| Strelitz Alt \| Strelitz Alt \| \| \| 88,8 \| ehem. Kaserne Rote Armee (Awanst) \| ehem. Kaserne Rote Armee (Awanst) \| \| \| 88,6 \| Drewin (ehem. Bbf) \| Drewin (ehem. Bbf) \| \| \| 85,2 \| Düsterförde \| Düsterförde \| \| \| \| \| \| \| \| \| Landesgrenze Mecklenburg-Vorpommern / Brandenburg fr. Mecklenburg-Strelitz / Preußen \| \| \| \| \| \| \| \| \| \| von und nach Templin \| \| \| \| \| \| \| \| \| \| ehemalige Landesgrenze Preußen / Mecklenburg-Strelitz \| \| \| \| \| \| \| \| \| 78,0 \| Fürstenberg (Havel) \| Fürstenberg (Havel) \| \| \| \| Havel \| \| \| \| \| B 96 \| \| \| \| 74,7 \| Drögen \| Drögen \| \| \| \| B 96 \| \| \| \| 65,4 \| Dannenwalde (ehem. Bf) \| Dannenwalde (ehem. Bf) \| \| \| \| \| \| \| \| \| Tornowfließ ehemalige Landesgrenze Mecklenburg-Strelitz / Preußen \| \| \| \| \| \| \| \| \| 63,7 \| Seilershof \| Seilershof \| \| \| 60,8 \| Altlüdersdorf \| Altlüdersdorf \| \| \| \| B 96 \| \| \| \| \| von Neuglobsow \| \| \| \| 56,2 \| Gransee \| Gransee \| \| \| 51,8 \| Buberow \| Buberow \| \| \| 49,7 \| Gutengermendorf \| Gutengermendorf \| \| \| \| von und nach Herzberg \| \| \| \| \| von Prenzlau \| \| \| \| \| B 167 \| \| \| \| 44,3 \| Löwenberg (Mark) \| Löwenberg (Mark) \| \| \| 40,8 \| Grüneberg (ehem. Bf) \| Grüneberg (ehem. Bf) \| \| \| 34,8 \| Nassenheide \| Nassenheide \| \| \| \| Havel \| \| \| \| \| nach Berlin-Karow \| \| \| \| 31,5 \| Fichtengrund \| Fichtengrund \| \| \| \| von Berlin-Karow \| \| \| \| 29,5 \| Sachsenhausen (Nordb) (ehem. Bf) \| Sachsenhausen (Nordb) (ehem. Bf) \| \| \| \| B 273 \| \| \| \| \| \| \| \| \| 27,4 \| Oranienburg \| Oranienburg \| \| \| \| \| \| \| \| \| nach Kremmen \| \| \| \| \| Oder-Havel-Kanal \| \| \| \| 25,7 \| Lehnitz \| Lehnitz \| \| \| 22,5 \| Borgsdorf (mit Bk) \| Borgsdorf (mit Bk) \| \| \| \| Briese \| \| \| \| \| A 10 \| \| \| \| \| \| \| \| \| 19,4 \| Birkenwerder (b Berlin) \| Birkenwerder (b Berlin) \| \| \| \| B 96a \| \| \| \| \| zum Berliner Außenring \| \| \| \| \| \| \| \| \| \| zum Berliner Außenring \| \| \| \| \| Kreuz Berliner Außenring \| \| \| \| 17,4 \| Hohen Neuendorf (bis 1924) \| Hohen Neuendorf (bis 1924) \| \| \| 17,1 \| Hohen Neuendorf (b Berlin) \| Hohen Neuendorf (b Berlin) \| \| \| \| Fernbahn zum Berliner Außenring \| \| \| \| \| S-Bahn nach Berlin-Blankenburg \| \| \| \| \| B 96 \| \| \| \| 16,5 \| Stolpe (Kr Niederbarnim) (bis 1924) \| Stolpe (Kr Niederbarnim) (bis 1924) \| \| \| 16,3 \| Landesgrenze Brandenburg / Berlin \| Landesgrenze Brandenburg / Berlin \| \| \| 13,1 \| Berlin-Frohnau \| Berlin-Frohnau \| \| \| 11,1 \| Berlin-Hermsdorf \| Berlin-Hermsdorf \| \| \| \| Tegeler Fließ \| \| \| \| 9,5 \| Berlin-Waidmannslust \| Berlin-Waidmannslust \| \| \| \| Industriebahn Tegel–Friedrichsfelde \| \| \| \| \| B 96 \| \| \| \| 8,2 \| Berlin-Wittenau (Wilhelmsruher Damm) \| Berlin-Wittenau (Wilhelmsruher Damm) \| \| \| \| Nordgraben \| \| \| \| \| von Basdorf \| \| \| \| 5,6 \| Berlin-Wilhelmsruh \| Berlin-Wilhelmsruh \| \| \| \| von Hennigsdorf \| \| \| \| 3,8 \| Berlin-Schönholz \| Berlin-Schönholz \| \| \| \| Panke \| \| \| \| 2,9 \| Berlin Wollankstraße \| Berlin Wollankstraße \| \| \| \| von Bernau \| \| \| \| 1,6 \| Berlin Bornholmer Str. \| Berlin Bornholmer Str. \| \| \| \| S-Bahnring \| \| \| \| \| \| \| \| \| \| Berliner Ringbahn \| \| \| \| \| \| \| \| \| 0,0 \| Berlin Eberswalder Straße bis 1950 Berlin Nordbahnhof \| Berlin Eberswalder Straße bis 1950 Berlin Nordbahnhof \| | |                                                                                      |                                                                                      |
| Strecke | | von Rostock                                                                          | von Rostock                                                                          |
| Abzweig geradeaus und ehemals von rechts | | von Tribsees                                                                         | von Tribsees                                                                         |
| Bahnübergang | | B 105                                                                                | B 105                                                                                |
| Bahnhof | 222,6 | Stralsund Hbf                                                                        | Stralsund Hbf                                                                        |
| Strecke mit Straßenbrücke | | B 96                                                                                 | B 96                                                                                 |
| Abzweig geradeaus, nach links und von links | | von und nach Sassnitz                                                                | von und nach Sassnitz                                                                |
| Abzweig geradeaus und nach links | | nach Greifswald                                                                      | nach Greifswald                                                                      |
| ehemaliger Haltepunkt / Haltestelle | 219,0 | Voigdehagen                                                                          | Voigdehagen                                                                          |
| Strecke mit Straßenbrücke | | B 96                                                                                 | B 96                                                                                 |
| Haltepunkt / Haltestelle | 214,7 | Zarrendorf                                                                           | Zarrendorf                                                                           |
| Bahnhof | 211,2 | Elmenhorst                                                                           | Elmenhorst                                                                           |
| Haltepunkt / Haltestelle | 208,3 | Wittenhagen (ehem. Bf)                                                               | Wittenhagen (ehem. Bf)                                                               |
| Bahnübergang | | B 194                                                                                | B 194                                                                                |
| Brücke über Wasserlauf | | Trebel                                                                               | Trebel                                                                               |
| Abzweig geradeaus und von links | | von Greifswald                                                                       | von Greifswald                                                                       |
| Bahnhof | 199,6 | Grimmen                                                                              | Grimmen                                                                              |
| Abzweig geradeaus und ehemals nach rechts | | nach Tribsees                                                                        | nach Tribsees                                                                        |
| Strecke mit Straßenbrücke | | A 20                                                                                 | A 20                                                                                 |
| Haltepunkt / Haltestelle | 192,7 | Rakow (ehem. Bf)                                                                     | Rakow (ehem. Bf)                                                                     |
| ehemaliger Bahnhof | 189,2 | Düvier                                                                               | Düvier                                                                               |
| ehemaliger Bahnhof | 184,9 | Toitz-Rustow                                                                         | Toitz-Rustow                                                                         |
| Abzweig geradeaus und ehemals nach links | 184,7 | nach Loitz                                                                           | nach Loitz                                                                           |
| Abzweig geradeaus und ehemals nach rechts | 184,6 | Militäranschluss                                                                     | Militäranschluss                                                                     |
| ehemaliger Haltepunkt / Haltestelle | 181,4 | Randow                                                                               | Randow                                                                               |
| Strecke mit Straßenbrücke | | B 194                                                                                | B 194                                                                                |
| Abzweig geradeaus und ehemals nach rechts | | zur Zuckerfabrik                                                                     | zur Zuckerfabrik                                                                     |
| Brücke über Wasserlauf | | Peene                                                                                | Peene                                                                                |
| Bahnübergang | | B 110                                                                                | B 110                                                                                |
| Bahnhof | 176,1 | Demmin                                                                               | Demmin                                                                               |
| Abzweig geradeaus und ehemals nach links | | nach Tutow                                                                           | nach Tutow                                                                           |
| Brücke über Wasserlauf | | Tollense                                                                             | Tollense                                                                             |
| ehemaliger Haltepunkt / Haltestelle | 172,4 | Zachariae                                                                            | Zachariae                                                                            |
| Haltepunkt / Haltestelle | 169,8 | Utzedel                                                                              | Utzedel                                                                              |
| Bahnhof | 165,2 | Sternfeld                                                                            | Sternfeld                                                                            |
| Brücke über Wasserlauf | | Strehlower Bach                                                                      | Strehlower Bach                                                                      |
| Haltepunkt / Haltestelle | 161,4 | Gnevkow                                                                              | Gnevkow                                                                              |
| ehemaliger Bahnhof | 157,4 | Gültz                                                                                | Gültz                                                                                |
| Bahnhof | 149,1 | Altentreptow                                                                         | Altentreptow                                                                         |
| Brücke über Wasserlauf | | Tollense                                                                             | Tollense                                                                             |
| | |                                                                                      |                                                                                      |
| Grenze | | ehemalige Landesgrenze Preußen / Mecklenburg-Strelitz                                | ehemalige Landesgrenze Preußen / Mecklenburg-Strelitz                                |
| | |                                                                                      |                                                                                      |
| ehemaliger Bahnhof | 142,3 | Neddemin                                                                             | Neddemin                                                                             |
| Brücke über Wasserlauf | | Datze                                                                                | Datze                                                                                |
| Abzweig geradeaus und ehemals von links | | von Friedland                                                                        | von Friedland                                                                        |
| Abzweig geradeaus und von rechts | | von Güstrow                                                                          | von Güstrow                                                                          |
| Abzweig geradeaus und ehemals von rechts | | von Waren (Müritz)                                                                   | von Waren (Müritz)                                                                   |
| Bahnhof | 133,7 | Neubrandenburg                                                                       | Neubrandenburg                                                                       |
| Abzweig geradeaus und nach links | | nach Pasewalk                                                                        | nach Pasewalk                                                                        |
| Strecke mit Straßenbrücke | | B 104                                                                                | B 104                                                                                |
| Bahnhof | 125,4 | Burg Stargard (Meckl)                                                                | Burg Stargard (Meckl)                                                                |
| Haltepunkt / Haltestelle | 117,6 | Cammin (Meckl) (ehem. Bf)                                                            | Cammin (Meckl) (ehem. Bf)                                                            |
| Verschwenkung von links | |                                                                                      |                                                                                      |
| Brücke über Wasserlauf | | Warbender Mühlbach                                                                   | Warbender Mühlbach                                                                   |
| Strecke · Strecke von links (außer Betrieb) | | von Strasburg                                                                        | von Strasburg                                                                        |
| Bahnhof · Bahnhof (Strecke außer Betrieb) | 113,4 | Blankensee (Meckl)                                                                   | Blankensee (Meckl)                                                                   |
| ehemaliger Dienststation / Betriebs- oder Güterbahnhof | 105,2 | Thurow                                                                               | Thurow                                                                               |
| Abzweig geradeaus und von rechts | | von Rostock                                                                          | von Rostock                                                                          |
| Strecke mit Straßenbrücke · Strecke mit Straßenbrücke (Strecke außer Betrieb) | | B 96                                                                                 | B 96                                                                                 |
| Abzweig geradeaus und nach links · Abzweig ehemals geradeaus und von rechts | |                                                                                      |                                                                                      |
| Bahnhof · Strecke | 98,5 | Neustrelitz Hbf                                                                      | Neustrelitz Hbf                                                                      |
| Strecke · Betriebs-/Güterbahnhof Strecke ab hier außer Betrieb | | Neustrelitz Süd (bis 2003 PV)                                                        | Neustrelitz Süd (bis 2003 PV)                                                        |
| Abzweig geradeaus und nach links · Abzweig ehemals geradeaus und von rechts | |                                                                                      |                                                                                      |
| Kreuzung geradeaus oben · Abzweig ehemals geradeaus und nach rechts | | nach Mirow                                                                           | nach Mirow                                                                           |
| Verschwenkung nach links · Verschwenkung nach rechts (Strecke außer Betrieb) | |                                                                                      |                                                                                      |
| Brücke | | B 198                                                                                | B 198                                                                                |
| Abzweig geradeaus und ehemals von rechts | | von Mirow                                                                            | von Mirow                                                                            |
| ehemaliger Bahnhof | 95,2 | Strelitz Alt                                                                         | Strelitz Alt                                                                         |
| Abzweig geradeaus und ehemals von links | 88,8 | ehem. Kaserne Rote Armee (Awanst)                                                    | ehem. Kaserne Rote Armee (Awanst)                                                    |
| Überleitstelle / Spurwechsel | 88,6 | Drewin (ehem. Bbf)                                                                   | Drewin (ehem. Bbf)                                                                   |
| ehemaliger Bahnhof | 85,2 | Düsterförde                                                                          | Düsterförde                                                                          |
| | |                                                                                      |                                                                                      |
| Grenze | | Landesgrenze Mecklenburg-Vorpommern / Brandenburg fr. Mecklenburg-Strelitz / Preußen | Landesgrenze Mecklenburg-Vorpommern / Brandenburg fr. Mecklenburg-Strelitz / Preußen |
| | |                                                                                      |                                                                                      |
| Abzweig geradeaus, ehemals nach links und ehemals von links | | von und nach Templin                                                                 | von und nach Templin                                                                 |
| | |                                                                                      |                                                                                      |
| Grenze | | ehemalige Landesgrenze Preußen / Mecklenburg-Strelitz                                | ehemalige Landesgrenze Preußen / Mecklenburg-Strelitz                                |
| | |                                                                                      |                                                                                      |
| Bahnhof | 78,0 | Fürstenberg (Havel)                                                                  | Fürstenberg (Havel)                                                                  |
| Brücke über Wasserlauf | | Havel                                                                                | Havel                                                                                |
| Strecke mit Straßenbrücke | | B 96                                                                                 | B 96                                                                                 |
| ehemaliger Haltepunkt / Haltestelle | 74,7 | Drögen                                                                               | Drögen                                                                               |
| Strecke mit Straßenbrücke | | B 96                                                                                 | B 96                                                                                 |
| Haltepunkt / Haltestelle | 65,4 | Dannenwalde (ehem. Bf)                                                               | Dannenwalde (ehem. Bf)                                                               |
| | |                                                                                      |                                                                                      |
| Grenze auf Brücke über Wasserlauf | | Tornowfließ ehemalige Landesgrenze Mecklenburg-Strelitz / Preußen                    | Tornowfließ ehemalige Landesgrenze Mecklenburg-Strelitz / Preußen                    |
| | |                                                                                      |                                                                                      |
| Überleitstelle / Spurwechsel | 63,7 | Seilershof                                                                           | Seilershof                                                                           |
| ehemaliger Bahnhof | 60,8 | Altlüdersdorf                                                                        | Altlüdersdorf                                                                        |
| Bahnübergang | | B 96                                                                                 | B 96                                                                                 |
| Abzweig geradeaus und ehemals von rechts | | von Neuglobsow                                                                       | von Neuglobsow                                                                       |
| Bahnhof | 56,2 | Gransee                                                                              | Gransee                                                                              |
| ehemaliger Haltepunkt / Haltestelle | 51,8 | Buberow                                                                              | Buberow                                                                              |
| ehemaliger Haltepunkt / Haltestelle | 49,7 | Gutengermendorf                                                                      | Gutengermendorf                                                                      |
| Abzweig geradeaus, ehemals nach rechts und von rechts | | von und nach Herzberg                                                                | von und nach Herzberg                                                                |
| Abzweig geradeaus und von links | | von Prenzlau                                                                         | von Prenzlau                                                                         |
| Bahnübergang | | B 167                                                                                | B 167                                                                                |
| Bahnhof | 44,3 | Löwenberg (Mark)                                                                     | Löwenberg (Mark)                                                                     |
| Haltepunkt / Haltestelle | 40,8 | Grüneberg (ehem. Bf)                                                                 | Grüneberg (ehem. Bf)                                                                 |
| Bahnhof | 34,8 | Nassenheide                                                                          | Nassenheide                                                                          |
| Brücke über Wasserlauf | | Havel                                                                                | Havel                                                                                |
| Abzweig geradeaus und ehemals nach links | | nach Berlin-Karow                                                                    | nach Berlin-Karow                                                                    |
| ehemaliger Bahnhof | 31,5 | Fichtengrund                                                                         | Fichtengrund                                                                         |
| Abzweig geradeaus und ehemals von links | | von Berlin-Karow                                                                     | von Berlin-Karow                                                                     |
| Haltepunkt / Haltestelle | 29,5 | Sachsenhausen (Nordb) (ehem. Bf)                                                     | Sachsenhausen (Nordb) (ehem. Bf)                                                     |
| Brücke | | B 273                                                                                | B 273                                                                                |
| Verschwenkung von rechts | |                                                                                      |                                                                                      |
| S-Kopfbahnhof Streckenanfang · Bahnhof | 27,4 | Oranienburg                                                                          | Oranienburg                                                                          |
| Abzweig geradeaus und ehemals von links · Abzweig geradeaus und ehemals nach rechts | |                                                                                      |                                                                                      |
| Abzweig geradeaus und ehemals nach rechts · Strecke | | nach Kremmen                                                                         | nach Kremmen                                                                         |
| Brücke über Wasserlauf · Brücke über Wasserlauf | | Oder-Havel-Kanal                                                                     | Oder-Havel-Kanal                                                                     |
| S-Bahn-Halt · Strecke | 25,7 | Lehnitz                                                                              | Lehnitz                                                                              |
| S-Bahn-Halt · ehemalige Blockstelle | 22,5 | Borgsdorf (mit Bk)                                                                   | Borgsdorf (mit Bk)                                                                   |
| Brücke über Wasserlauf · Brücke über Wasserlauf | | Briese                                                                               | Briese                                                                               |
| Brücke · Brücke | | A 10                                                                                 | A 10                                                                                 |
| Abzweig geradeaus und von links · Abzweig geradeaus und nach rechts | |                                                                                      |                                                                                      |
| Bahnhof mit S-Bahn-Halt · Strecke | 19,4 | Birkenwerder (b Berlin)                                                              | Birkenwerder (b Berlin)                                                              |
| Strecke mit Straßenbrücke · Strecke mit Straßenbrücke | | B 96a                                                                                | B 96a                                                                                |
| Strecke · Abzweig geradeaus und nach links | | zum Berliner Außenring                                                               | zum Berliner Außenring                                                               |
| Abzweig geradeaus und nach links · Abzweig geradeaus und von rechts | |                                                                                      |                                                                                      |
| Kreuzung geradeaus oben · Abzweig geradeaus und nach rechts | | zum Berliner Außenring                                                               | zum Berliner Außenring                                                               |
| Kreuzung geradeaus unten · Kreuzung geradeaus unten | | Kreuz Berliner Außenring                                                             | Kreuz Berliner Außenring                                                             |
| Strecke · ehemaliger Haltepunkt / Haltestelle | 17,4 | Hohen Neuendorf (bis 1924)                                                           | Hohen Neuendorf (bis 1924)                                                           |
| S-Bahnhof · Strecke | 17,1 | Hohen Neuendorf (b Berlin)                                                           | Hohen Neuendorf (b Berlin)                                                           |
| Strecke · Abzweig ehemals geradeaus und nach links | | Fernbahn zum Berliner Außenring                                                      | Fernbahn zum Berliner Außenring                                                      |
| Abzweig geradeaus und nach links · Kreuzung (Strecke geradeaus außer Betrieb) | | S-Bahn nach Berlin-Blankenburg                                                       | S-Bahn nach Berlin-Blankenburg                                                       |
| Brücke · Brücke (Strecke außer Betrieb) | | B 96                                                                                 | B 96                                                                                 |
| Strecke · Haltepunkt / Haltestelle (Strecke außer Betrieb) | 16,5 | Stolpe (Kr Niederbarnim) (bis 1924)                                                  | Stolpe (Kr Niederbarnim) (bis 1924)                                                  |
| Grenze · Grenze (Strecke außer Betrieb) | 16,3 | Landesgrenze Brandenburg / Berlin                                                    | Landesgrenze Brandenburg / Berlin                                                    |
| S-Bahnhof · Strecke (außer Betrieb) | 13,1 | Berlin-Frohnau                                                                       | Berlin-Frohnau                                                                       |
| S-Bahn-Halt · Bahnhof (Strecke außer Betrieb) | 11,1 | Berlin-Hermsdorf                                                                     | Berlin-Hermsdorf                                                                     |
| Brücke über Wasserlauf · Brücke über Wasserlauf (Strecke außer Betrieb) | | Tegeler Fließ                                                                        | Tegeler Fließ                                                                        |
| S-Bahnhof · Strecke (außer Betrieb) | 9,5 | Berlin-Waidmannslust                                                                 | Berlin-Waidmannslust                                                                 |
| Kreuzung geradeaus oben (Querstrecke außer Betrieb) · Kreuzung geradeaus oben (Strecken außer Betrieb) | | Industriebahn Tegel–Friedrichsfelde                                                  | Industriebahn Tegel–Friedrichsfelde                                                  |
| Brücke · Brücke (Strecke außer Betrieb) | | B 96                                                                                 | B 96                                                                                 |
| S-Bahn-Halt · Strecke (außer Betrieb) | 8,2 | Berlin-Wittenau (Wilhelmsruher Damm)                                                 | Berlin-Wittenau (Wilhelmsruher Damm)                                                 |
| Brücke über Wasserlauf · Brücke über Wasserlauf (Strecke außer Betrieb) | | Nordgraben                                                                           | Nordgraben                                                                           |
| Strecke · Abzweig geradeaus und von links (Strecke außer Betrieb) | | von Basdorf                                                                          | von Basdorf                                                                          |
| S-Bahn-Halt · Strecke (außer Betrieb) | 5,6 | Berlin-Wilhelmsruh                                                                   | Berlin-Wilhelmsruh                                                                   |
| Abzweig geradeaus und von rechts · Abzweig ehemals geradeaus und von rechts | | von Hennigsdorf                                                                      | von Hennigsdorf                                                                      |
| S-Bahnhof · Dienststation / Betriebs- oder Güterbahnhof | 3,8 | Berlin-Schönholz                                                                     | Berlin-Schönholz                                                                     |
| Brücke über Wasserlauf · Brücke über Wasserlauf | | Panke                                                                                | Panke                                                                                |
| S-Bahn-Halt · Strecke | 2,9 | Berlin Wollankstraße                                                                 | Berlin Wollankstraße                                                                 |
| Abzweig geradeaus und von links · Abzweig geradeaus und von links | | von Bernau                                                                           | von Bernau                                                                           |
| S-Bahnhof · Strecke | 1,6 | Berlin Bornholmer Str.                                                               | Berlin Bornholmer Str.                                                               |
| Abzweig quer, nach links und nach rechts · Kreuzung geradeaus oben | | S-Bahnring                                                                           | S-Bahnring                                                                           |
| Strecke von links · Abzweig ehemals geradeaus, nach links und nach rechts | |                                                                                      |                                                                                      |
| Abzweig quer und nach rechts · Kreuzung geradeaus oben (Strecke geradeaus außer Betrieb) | | Berliner Ringbahn                                                                    | Berliner Ringbahn                                                                    |
| | |                                                                                      |                                                                                      |
| Betriebs-/Güterbahnhof Streckenende (Strecke außer Betrieb) | 0,0 | Berlin Eberswalder Straße bis 1950 Berlin Nordbahnhof                                | Berlin Eberswalder Straße bis 1950 Berlin Nordbahnhof                                |

Die Bahnstrecke Berlin–Stralsund, auch Berliner Nordbahn genannt, ist eine elektrifizierte Hauptbahn in Berlin, Brandenburg und Mecklenburg-Vorpommern. Sie verläuft von Berlin über Neustrelitz und Neubrandenburg nach Stralsund.
Die 1877/1878 eröffnete Strecke ist zwischen Hohen Neuendorf und Neustrelitz zwei-, im weiteren Verlauf jedoch nur eingleisig. Im Abschnitt Berlin Bornholmer Straße – Oranienburg kommt eine parallele Strecke der S-Bahn Berlin hinzu. Der Fernverkehr auf dem Berliner Abschnitt wurde 1952 eingestellt, der in West-Berlin gelegene Teil hatte danach noch einige Jahre lokalen Güterverkehr und ist heute ohne Verkehr. Fernzüge werden auf diesem Abschnitt über den Berliner Außenring und die Stettiner Bahn geleitet.

## Geschichte

### Erste Bestrebungen und Vorplanung

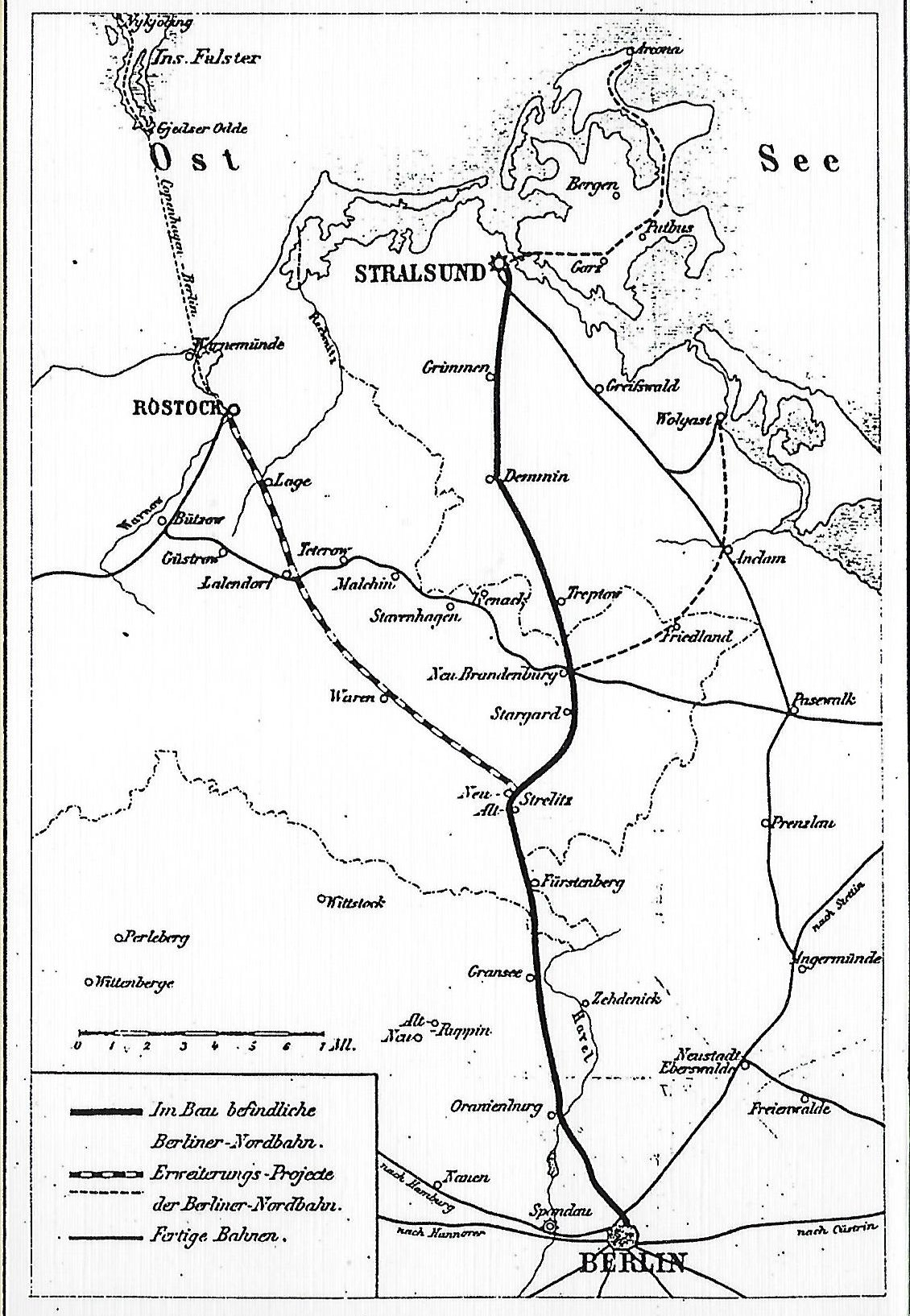
Planung der Berliner Nordbahn, 1873

Im Jahr 1844 schlossen sich Stralsunder Kaufleute und Unternehmer im Verein zur Erlangung einer Eisenbahn von Berlin über Neu-Strelitz nach Stralsund zusammen und brachten 1844 eine Denkschrift Vorläufige Ansichten über eine Berlin-Stralsunder Eisenbahn heraus.
Der Verein sammelte dazu auch große finanzielle Mittel an. Diese Bemühungen scheiterten zunächst am zuständigen preußischen Ministerium, das das Vorhaben in den 1840er und 1850er Jahren noch ablehnte. Im Jahre 1863 wurde zunächst mit der Angermünde-Stralsunder Eisenbahn eine Nebenstrecke der Berlin-Stettiner Eisenbahn über Prenzlau, Anklam und Greifswald bis Stralsund geführt, wo am 26. Oktober 1863 der erste aus Angermünde kommende Zug im neu errichteten Bahnhof eintraf.
Danach bemühten sich die Stralsunder mit einer inzwischen neu gegründeten Berliner Nord-Eisenbahn-Gesellschaft weiterhin um eine direkte Verbindung mit Berlin und legten 1869 Entwürfe zu einer Bahnlinie Berlin – Neustrelitz – Stralsund – Arkona vor. Im Jahre 1870 erteilten die Staaten Preußen und Mecklenburg-Strelitz dafür schließlich die Konzessionen.
Aus finanziellen Gründen musste sich diese Gesellschaft am 15. Dezember 1875 auflösen. Der preußische Staat erwarb die unvollendete Bahn und übertrug die weiteren Baumaßnahmen der Direktion der Niederschlesisch-Märkischen Eisenbahn.

### Bau und Inbetriebnahme

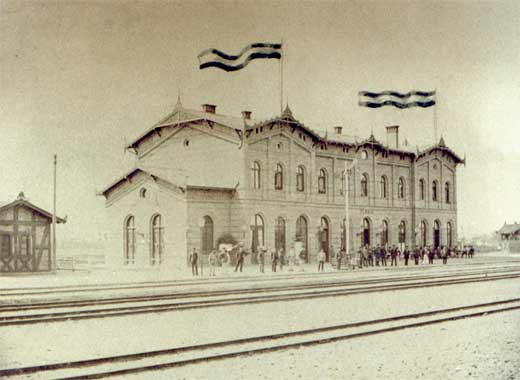
Bahnhof Demmin, um 1885

Die Strecke wurde in drei Etappen eröffnet:
- 10. Juli 1877: Berlin – Oranienburg – Neustrelitz – Neubrandenburg (134 km)
- 1. Dezember 1877: Neubrandenburg – Demmin (42 km)
- 1. Januar 1878: Demmin – Stralsund (47 km)

In den ersten Monaten verkehrten die Züge vom Bahnhof Gesundbrunnen zunächst über die Ringbahn weiter zum Güterbahnhof der Niederschlesisch-Märkischen Bahn. Am 1. Oktober 1877 ging für den Güterverkehr dann der damalige Nordbahnhof an der Ecke Bernauer Straße / Schwedter Straße im Bereich des späteren Mauerparks in Betrieb.
Für den Personenverkehr konnte ab 1. Dezember 1877 nach einem Vertrag mit der Berlin-Stettiner Eisenbahn der Stettiner Bahnhof (1950 in Nordbahnhof umbenannt) an der Invalidenstraße genutzt werden. Am 1. Januar 1878 konnte der Betrieb auf der kompletten Berliner Nordbahn mit Stralsund als Endstation aufgenommen werden.
Der Bau der Nordbahn hatte bedeutende Auswirkungen auf die Dörfer im Einzugsbereich der Bahnstrecke: Teilweise vervielfachte sich deren Einwohnerzahl in den folgenden Jahrzehnten. Nordbahn wurde Bestandteil von Ortsnamen (Glienicke/Nordbahn) und gab Zeitungen ihren Namen (Nordbahn-Nachrichten).
Im letzten Jahrzehnt des 19. Jahrhunderts ließ die Preußische Staatsbahn die Bahnanlagen im Bereich Gesundbrunnen umfassend umbauen. Während dieser Zeit, von 1892 bis 1898 erfolgte der Personenverkehr nicht vom Stettiner Bahnhof, sondern vom für Personenzüge hergerichteten Nordbahnhof. Für den Umsteigeverkehr zur Ringbahn diente während dieser Zeit eine provisorische Station Gesundbrunnen (Nordbahn) östlich des Bahnhofs Gesundbrunnen.

### Elektrischer Vorortbetrieb nach 1900
Bei Oranienburg befand sich neben der Durchgangsstrecke eine 1,76 Kilometer lange ovale Ringstrecke, auf der von 1907 bis 1913 ein elektrischer Betrieb mit Oberleitung und Wechselspannung von 6,3 kV und 25 Hz im ununterbrochenen Verschleißbetrieb untersucht wurde.
Bis 1912 wurden von den Ferngleisen getrennte Vorortgleise zwischen Gesundbrunnen und Frohnau gebaut. Gleichzeitig wurde die Strecke auf einen Damm verlegt, um im Straßenniveau liegende Bahnübergänge zu vermeiden. Schrittweise bis 1926 folgte der Abschnitt Frohnau – Borgsdorf. In diesem Zusammenhang wurden die Stationen Stolpe und Hohen Neuendorf zusammengelegt, der neue Bahnhof Hohen Neuendorf entstand etwas weiter südlich der alten Station.
1925 wurde die Teilstrecke vom Bahnhof Gesundbrunnen, über die der Vorortverkehr seit der Verlegung lief, bis Oranienburg mit dem Gleichstromsystem der späteren Berliner S-Bahn elektrifiziert.

### Nach dem Zweiten Weltkrieg

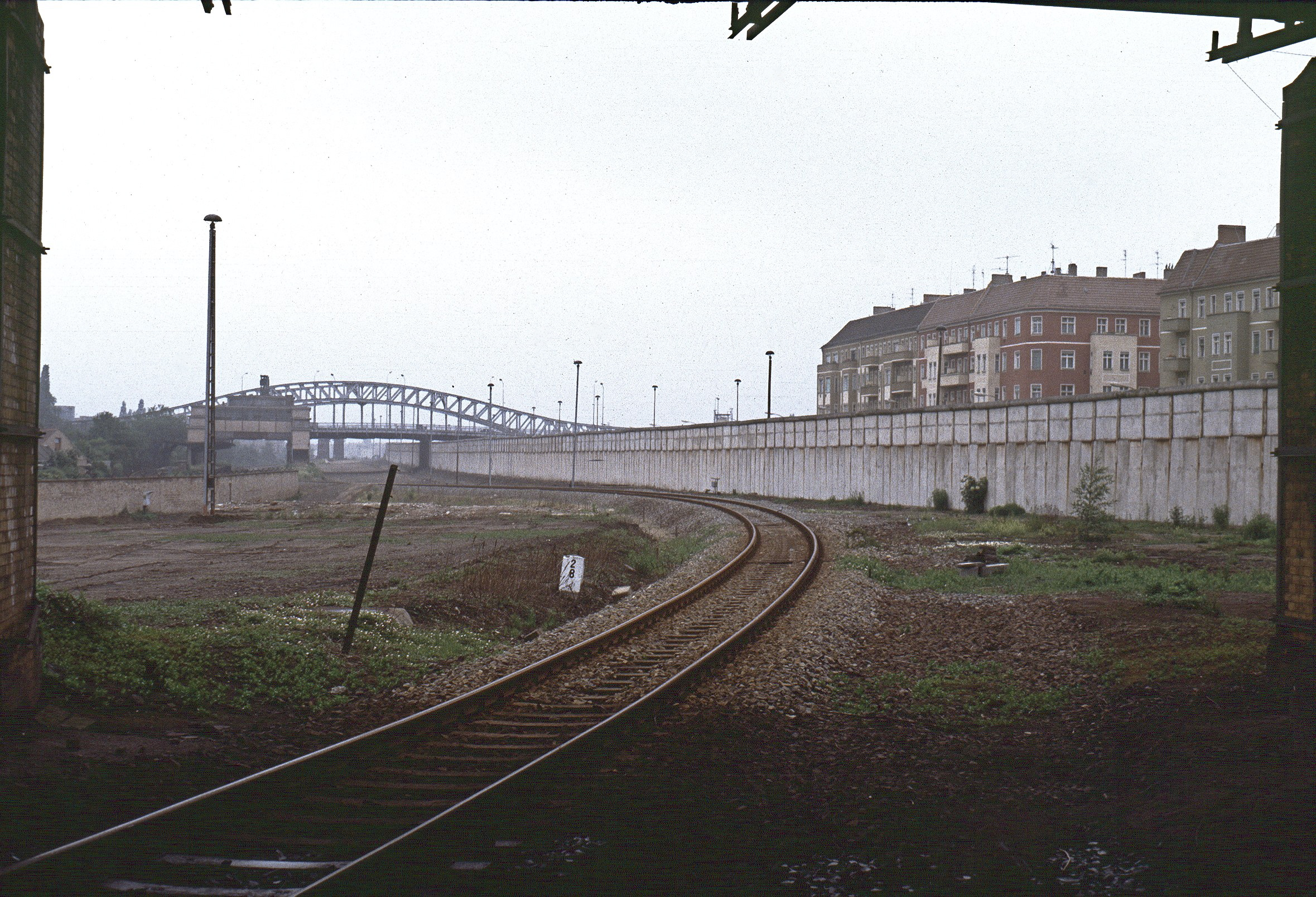
Trasse der Nordbahn südlich des Bahnhofs Bornholmer Straße, 1988

Im Sommer 1945 wurde aufgrund der Reparationsvereinbarungen nach dem Ende des Zweiten Weltkriegs das zweite Fernbahngleis der Nordbahn abgebaut, ebenso das zweite S-Bahn-Gleis nördlich des Bahnhofs Wilhelmsruh bis Borgsdorf.
Da seit 1950 der Stettiner Bahnhof nun Nordbahnhof hieß, musste der frühere Nordbahnhof umbenannt werden. Er lag zwar auf West-Berliner Gebiet im damaligen Bezirk Wedding, wurde aber nach der in Ost-Berlin gelegenen Eberswalder Straße benannt. Er blieb auch weiterhin für den Güterverkehr in Betrieb. Mit Schließung des Stettiner Bahnhofs wurde der Reisezugverkehr auf dem Berliner Teil der Nordbahn zum Fahrplanwechsel am 18. Mai 1952 eingestellt. Reisezüge von der Nordbahn fuhren seitdem in Richtung Karower Kreuz, zunächst über die 1950 eröffnete Bahnstrecke Berlin-Karow–Fichtengrund, ab Ende 1952 über den Berliner Außenring, und weiter zum Bahnhof Lichtenberg oder zum Ostbahnhof.
Mit dem Mauerbau am 13. August 1961 endete der durchgehende elektrische S-Bahn-Betrieb, die Strecke wurde zwischen Frohnau und Hohen Neuendorf unterbrochen. Unmittelbar nach dem Mauerbau gab es mehrere Monate auf Brandenburger Seite zwischen Oranienburg und Hohen Neuendorf einen S-Bahn-Inselbetrieb, der erst wieder mit dem Bau einer Verbindungskurve und der Elektrifizierung des Berliner Außenrings zwischen Hohen Neuendorf und Blankenburg im November 1961 Anschluss an das Hauptnetz der S-Bahn erhielt. Auf Berliner Gebiet wurde der S-Bahn-Betrieb, nunmehr in Frohnau endend, bis zur Übergabe der Betriebsrechte der S-Bahn in West-Berlin von der Deutschen Reichsbahn an die BVG am 9. Januar 1984 weitergeführt. Zwischen Januar und 30. September 1984 war der Verkehr jedoch eingestellt. Bei Sanierungsarbeiten im Jahr 1985 wurde die S-Bahn-Trasse teilweise in das Profil der alten Fernbahngleise gelegt.
1983/1984 wurde der Südteil der Nordbahn elektrifiziert. Am 2. Juni 1984 ging die Fahrleitung aus Richtung Berlin bis Neustrelitz in Betrieb. Die Elektrifizierung diente vor allem dem Verkehr auf der in Neustrelitz abzweigenden Strecke nach Rostock. Der Nordteil der Berliner Nordbahn wurde erst 1993/94 elektrifiziert. Am 23. Mai 1993 begann der elektrische Betrieb zwischen Neustrelitz und Neubrandenburg, am 29. Mai 1994 auf der Gesamtstrecke bis Stralsund.

### Nach 1990
Nach der politischen Wende wurden vor allem viele kleinere Bahnhöfe in meist dünn besiedelten Gebieten geschlossen (u. a. Düsterförde (1996), Strelitz Alt (1995), Fichtengrund (1994), Neddemin, Randow, Toitz-Rustow), teils übernahmen Busse den Ersatzverkehr.
1992 erfolgte der Lückenschluss der S-Bahn-Gleise zwischen Berlin-Frohnau und Hohen Neuendorf, sodass wieder durchgehender S-Bahn-Betrieb auf der Nordbahn nach Oranienburg möglich ist.
Das elektronische Stellwerk Waidmannslust steuert seit Oktober 2011 den Streckenabschnitt der S-Bahn zwischen Berlin-Schönholz und Hohen Neuendorf – jeweils ausschließlich der genannten Bahnhöfe. Dies ist der erste Abschnitt, der auf das neue Zugbeeinflussungssystem der S-Bahn Berlin (ZBS) umgerüstet wurde.

### Ausbau der Verbindung Berlin–Rostock
Der Abschnitt Birkenwerder–Neustrelitz wird seit 2007 im Rahmen eines Projekts zum Ausbau der Verbindung Berlin–Rostock für eine Streckengeschwindigkeit von weitgehend 160 km/h und für höhere Radsatzlasten von bis zu 25 Tonnen ertüchtigt. Die Sicherungstechnik wurde auf elektronische Stellwerke umgerüstet.
Die Kosten des Ausbaus der 198 Kilometer langen Strecken betrugen (Stand: 2012) insgesamt 850 Millionen Euro. Hiervon stammten 577 Millionen Euro vom Bund, 167 Millionen Euro aus dem EFRE und weitere Gelder aus Eigenmitteln der DB Netz AG.
Das gesamte Bauvorhaben erfolgte in Teilschritten. Zunächst wurde bis November 2007 der Abschnitt Löwenberg (Mark)–Gransee ausgebaut, worauf von März bis November 2009 der Streckenabschnitt Dannenwalde–Fürstenberg folgte. Der Abschnitt zwischen Gransee und Dannenwalde folgte zwischen Juli 2011 und August 2012.
Zwischen dem 10. September 2012 und dem 9. Juni 2013 war die Teilstrecke zwischen Oranienburg und Neustrelitz voll gesperrt, um weitere Bauvorhaben zu realisieren. Im moorigen Untergrund zwischen Nassenheide und Löwenberg wurde eine Tiefgründung der Trasse durch das Einrammen von 7.200 Rammpfählen realisiert. Gleichzeitig wurde der Abschnitt zwischen Fürstenberg und Neustrelitz ausgebaut und mit 16.000 Rüttelstopfsäulen stabilisiert.
63 Kilometer Gleise wurden erneuert und fünf elektronische Stellwerke neu errichtet. Die eingleisige Wiederinbetriebnahme, zunächst für April 2013 geplant, verzögerte sich jedoch bis zum 9. Juni 2013. Zum Jahresende 2013 ging der Streckenabschnitt wieder zweigleisig in Betrieb. In den Stationen Nassenheide, Grüneberg und Löwenberg entstanden neue Bahnsteige. Während der Sperrpause wurde im Bereich um den Bahnhof Oranienburg nach Munitionsresten aus dem Zweiten Weltkrieg gesucht.
Der Abschnitt zwischen Oranienburg und Nassenheide sollte ab 2017 saniert werden, zusammen mit dem Ausbau des Bahnhofs Gransee. Anfang 2020 wurden die Arbeiten im Bahnhof Gransee nach 17 Monaten Bauzeit abgeschlossen. Die Gleisanlagen im 1,6 Kilometer langen Abschnitt wurden für eine Radsatzlast von 25 Tonnen ausgebaut sowie die Fahrleitungsanlagen und Sicherungstechnik erneuert. Auf beiden Seiten der Gleise entstanden neue Vorplätze sowie eine Fahrradabstellanlage, die Personenunterführung wurde barrierefrei umgebaut.
Der Ausbau der Bahnhöfe Oranienburg, Fürstenberg (Havel) und Neustrelitz Hauptbahnhof wurde nach dem Planungsstand 2014 auf die Jahre 2019–2021 zurückgestellt. Nachdem der Bahnhof Fürstenberg (Havel) 2017 unter Denkmalschutz gestellt wurde, mussten die Umbaupläne geändert werden, Baubeginn ist dort nicht vor 2025 vorgesehen.
Im Jahr 2022 wurde die Brücke über die Peene bei Demmin ausgetauscht.

### Planungen
Ein Wiederaufbau bzw. Ausbau der Fernbahngleise zwischen Berlin Bornholmer Straße und Berlin-Wilhelmsruh ist Bestandteil des Infrastrukturprogramms i2030. Die Strecke soll von Regionalverkehrszügen, die südlich von Berlin-Wilhelmsruh von der Heidekrautbahn auf die Berliner Nordbahn einmünden, befahren werden. Die Züge sollen im 30-Minuten-Takt bis zum Bahnhof Berlin Gesundbrunnen durchgebunden werden. Die Strecke soll hierbei zwischen Bornholmer Straße und Schönholz zweigleisig ausgebaut und im Zusammenhang mit einer geplanten Abstellanlage des Fernverkehrs am Bahnhof Schönholz elektrifiziert werden, im anschließenden Verlauf bis Wilhelmsruh ist ein ein- bis zweigleisiger Wiederaufbau ohne sofortige Elektrifizierung vorgesehen. Die Grundlagenermittlung hierfür ist abgeschlossen, die Finanzierungsvereinbarung für die Vorplanung wurde 2021 abgeschlossen. Diese soll 2024 abgeschlossen sein. Bei einer Genehmigungsphase ab 2024 und einem Bau ab 2027 wird eine Inbetriebnahme bis 2030 angestrebt.
Langfristig ist die Wiederinbetriebnahme des direkten Weges von Berlin nach Birkenwerder in Diskussion. Dazu könnten die Fernbahngleise der Nordbahn zwischen dem Bahnhof Berlin Gesundbrunnen und Birkenwerder auf einer Streckenlänge von 18,8 Kilometern zweigleisig mit einer Streckengeschwindigkeit von 160 km/h wieder aufgebaut werden, einen Termin hierfür gibt es aber noch nicht. Bislang wurde lediglich die Prüfung einer Machbarkeitsstudie eines eingleisigen Ausbaus in Aussicht gestellt. Das Projekt ist im Bundesverkehrswegeplan 2030 als „potentieller Bedarf“ enthalten, wurde aber nicht in den „vordringlichen Bedarf“ aufgenommen.
Daneben soll der Bahnhof Birkenwerder einen separaten, von der S-Bahn unabhängigen, Regionalbahnsteig erhalten.
Der 10-Minuten-Takt soll von Berlin-Frohnau über Hohen Neuendorf und Birkenwerder nach Oranienburg verlängert werden. Dafür ist zwischen Berlin-Frohnau und Hohen Neuendorf der Wiederaufbau des zweiten S-Bahn-Gleises notwendig. Der Streckenausbau ist Bestandteil des i2030-Teilprojekts „Berliner S-Bahn: Weiterentwicklung und Engpassbeseitigung“.

## Betrieb

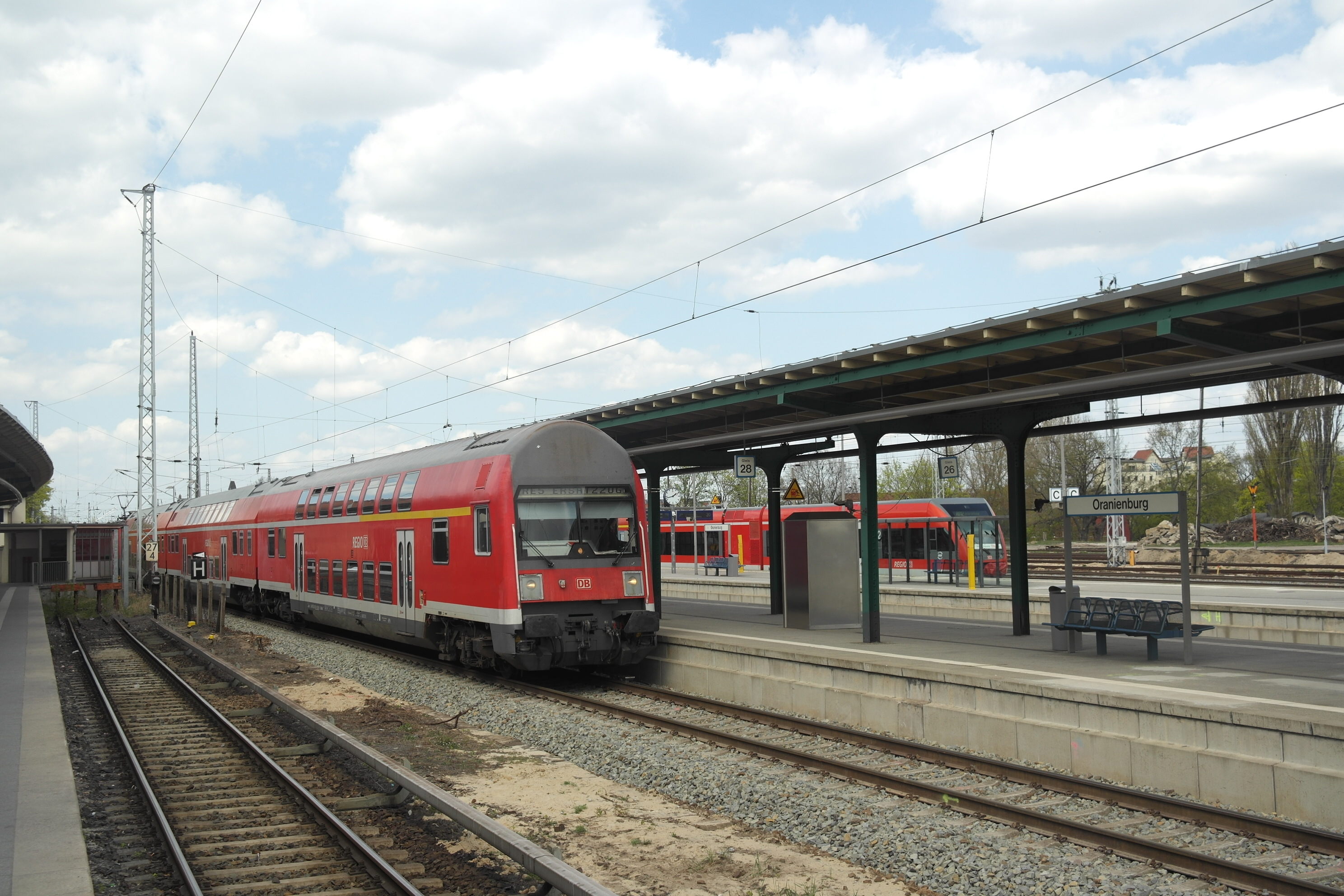
Züge der Linien RE 5 und RB 12 im Bahnhof Oranienburg, vorn das Gleis der S-Bahn Berlin, 2013

Der Abschnitt südlich der Kreuzung mit der Berliner Ringbahn ist abgebaut. Das kurze Stück von dort bis nördlich der Bornholmer Straße wird von Fern-, Regional- und Güterzügen genutzt, die dann weiter über die Stettiner Bahn verkehren. Weiter nördlich bis Bahnhof Berlin-Schönholz gibt es noch sporadischen Güterverkehr, der dann weiter auf die hier abzweigende Kremmener Bahn geführt wird. Von Schönholz bis Hohen Neuendorf sind die Ferngleise abgebaut, hier gibt es nur noch Züge der S-Bahn Berlin. Die Linie S1 nach Oranienburg nutzt vom Abzweig von der Ringbahn an auf kompletter Länge die Nordbahn. Auf Teilabschnitten verkehren die S25 (zwischen der Ringbahn und Berlin-Schönholz), die S85 nach Waidmannslust sowie die Linie S8 (von Hohen Neuendorf bis Birkenwerder) auf der Nordbahn.
Im Bereich Hohen Neuendorf/Birkenwerder münden Verbindungskurven der Fernbahn aus dem Berliner Außenring in die Nordbahn, ab da verkehren die Regional-Express-Linie RE 5 in Richtung Rostock beziehungsweise Stralsund sowie die Regionalbahnlinie RB 20 von Potsdam über Hennigsdorf bis Oranienburg auf der Nordbahn. Bis Löwenberg nutzen auch die Züge der RB 12 Berlin Ostkreuz – Zehdenick – Templin und einzelne Züge der RB 54 nach Rheinsberg die Strecke. Außerdem verkehrt auf der Nordbahn der Nordast der Linie RB 32 Schönefeld – Berlin Ostkreuz – Oranienburg, welcher ab dem Fahrplanwechsel im Dezember 2025 mit dem Südast vereinigt werden soll und dann auf dem Laufweg Ludwigsfelde – Flughafen BER – Berlin Ostkreuz – Oranienburg verkehren soll. Hinzu kommen im Abschnitt Hohen Neuendorf – Neustrelitz die Intercity-Züge von und nach Rostock sowie diverse Güterzüge. Bis 2014 verkehrte auf diesem Abschnitt auch der Interconnex.